# Jevgenij Čertovskij
Jevgenij Jefimovič Čertovskij (rusky Евгений Ефимович Чертовский; 15. února 1902 – 20. století?) byl ruský vynálezce a inženýr Leteckého lékařského institutu, který v roce 1931 v Leningradě navrhl první přetlakový oblek, zvaný skafandr.
Zapojil se do raného sovětského stratosférického balónového programu a byl spoluautorem stratosférického balónu Osoaviachim-1, který se po úspěšném pokusu o světový výškový rekord 30. ledna 1934 při sestupu zřítil i s tříčlennou posádkou. Prvním letem, jehož posádka na sobě měla mít jeho přetlakový oblek zvaný CH-1, měl být gigantický balón SSSR-3 o objemu 300 000 m³. Ten však shořel na odpalovací rampě v září 1935. Čertovskij oblek přesto dále zdokonaloval, v letech 1932–1935 se užíval model CH-2. CH-3 byl první oblek, který pilotovi umožňoval dostatečnou volnost pohybu, poprvé za letu byl testován v roce 1937 ve výšce 12 kilometrů. Čertovskij je i tvůrcem termínu „skafandr“, který se užívá v řadě jazyků, včetně češtiny. Vytvořil ho spojením řeckých slov "skaf" („loď“) a andros („muž“).